# Grania roscoffensis
Grania roscoffensis is een ringworm uit de familie van de Enchytraeidae. De wetenschappelijke naam van de soort is voor het eerst geldig gepubliceerd in 1967 door Lasserre.